# UFC on ESPN: Eye vs. Calvillo
UFC on ESPN: Eye vs. Calvillo (conosciuto anche come UFC on ESPN 10 o UFC Vegas 2) è stato un evento di arti marziali miste tenuto dalla Ultimate Fighting Championship il 13 giugno 2020 all'UFC APEX di Las Vegas negli Stati Uniti.

## Risultati
|                  | Divisione                |                    |                 |                  | Metodo                                      | Round           | Tempo           | Premio          |
| Card Principale  | Card Principale          | Card Principale    | Card Principale | Card Principale  | Card Principale                             | Card Principale | Card Principale | Card Principale |
| ---------------- | ------------------------ | ------------------ | --------------- | ---------------- | ------------------------------------------- | --------------- | --------------- | --------------- |
|                  | Catchweight (126.25 lbs) | Cynthia Calvillo   | batte           | Jessica Eye      | Decisione unanime (49–46, 49–46, 48–47)     | 5               | 5:00            |                 |
|                  | Catchweight (190.5 lbs)  | Marvin Vettori     | batte           | Karl Roberson    | Sottomissione (rear-naked choke)            | 1               | 4:17            | POTN            |
|                  | Pesi leggeri             | Charles Rosa       | batte           | Kevin Aguilar    | Decisione non unanime (28–29, 29–28, 29–28) | 3               | 5:00            |                 |
|                  | Pesi piuma               | Andre Fili         | batte           | Charles Jourdain | Decisione non unanime (28–29, 29–28, 29–28) | 3               | 5:00            |                 |
|                  | Pesi gallo               | Jordan Espinosa    | batte           | Mark De La Rosa  | Decisione unanime (30–27, 30–27, 30–26)     | 3               | 5:00            |                 |
|                  | Pesi mosca femminili     | Mariya Agapova     | batte           | Hannah Cifers    | Sottomissione (rear-naked choke)            | 1               | 2:42            | POTN            |
| Card Preliminare |                          |                    |                 |                  |                                             |                 |                 |                 |
|                  | Catchweight (140 lbs)    | Merab Dvalishvili  | batte           | Gustavo Lopez    | Decisione unanime (30–26, 30–26, 30–25)     | 3               | 5:00            |                 |
|                  | Pesi gallo femminili     | Julia Avila        | batte           | Gina Mazany      | KO tecnico (pugni)                          | 1               | 0:22            |                 |
|                  | Catchweight (138.5 lbs)  | Tyson Nam          | batte           | Zarrukh Adashev  | KO (pugno)                                  | 1               | 0:32            | POTN            |
|                  | Pesi welter              | Christian Aguilera | batte           | Anthony Ivy      | KO tecnico (pugni)                          | 1               | 0:59            | POTN            |

## Premi
I lottatori premiati ricevettero un bonus di 50.000 dollari.
Legenda:
- FOTN: Fight of the Night (vengono premiati entrambi gli atleti per il miglior incontro dell'evento)
- POTN: Performance of the Night (viene premiato il vincitore per la migliore performance dell'evento)